# Zeggenkorfslak
De zeggenkorfslak (Vertigo moulinsiana) is een op het land levende kleine longslak uit de familie Vertiginidae.

## Naam
De naam werd in 1849 gepubliceerd door Dominique Dupuy als Pupa moulinsiana. Door andere inzichten in de taxonomie is de soort later in het geslacht Vertigo geplaatst. Als gevolg van deze naamswijziging worden auteursnaam en datum nu tussen haakjes gezet. De soort is vernoemd naar de vroeg-negentiende-eeuwse Franse natuuronderzoeker Charles Robert Alexandre de Gaux des Moulins (1798-1875).

## Beschrijving

### Schelp
De schelp is rechtsgewonden, cilindrisch-eivormig en heeft vier tot vijf windingen. De hoogte van de laatste winding is ongeveer 2/3 van de totale hoogte. 
 De mondopening is scheef ovaal, de mondrand is zwak omgeslagen, discontinu en heeft aan de palatale zijde een tamelijk diep inbochting. Aan de buitenkant van de schelp en achter de mondrand bevindt zich een nekgroef waarachter zich een nekrichel bevindt. Beide zijn sterk ontwikkeld (zie de figuur). In de mondopening bevinden zich meestal 4, soms 5 tanden: 2 palatale, 1 columellaire en 1 pariëtale tand. Soms is een vijfde kleine tand op het basale gedeelte van de palatale zijde aanwezig. De beide palatale tanden staan in een wit callus.
De sculptuur van de schelp bestaat uit fijne groeilijnen en zeer fijne radiale striae. De kleur van de schelp is geelachtig bruin tot donkerbruin. De lichtbruine kleur blijft vaak bij fossiele exemplaren behouden. Bij levende dieren is de schelp glanzend en half doorzichtig.
Deze soort is de grootste van alle Vertigo-soorten in de Europese fauna.
Afmeting van de schelp
- hoogte: tot 2,8 mm.
- breedte: tot 1,7 mm.

### Habitat
Vertigo moulinsiana leeft in kalkrijke vochtige moerassen, met grote zeggensoorten, galigaan (Cladium mariscus) en liesgras (Glyceria maxima) of riet (Phragmites australis).

### Huidige verspreiding
Deze soort komt voor in Zuid-Europa en in de Atlantische zone van het Palearctisch gebied tot in het Zuiden van Zweden.

### Fossiel voorkomen
Vertigo moulinsiana is bekend van interglacialen uit het hele Kwartair. In Nederland is de soort onder andere bekend uit het Belvédère Interglaciaal en het Holoceen. Uit België is zij bekend uit het Holoceen.

### Bescherming
De soort wordt genoemd in Annex II van de Habitatrichtlijn van de Europese Unie.

### In het nieuws
De soort kreeg in Nederland in 2001 landelijke bekendheid toen ze werd aangetroffen in een moeras bij Swalmen in Midden-Limburg waar volgens plan de A73 moest komen. Omdat de soort voorkomt op de lijst van te beschermen soorten van de Europese Unie, en er om die reden door natuurbeschermingsorganisaties tot aan de Raad van State procedures werden aangespannen tegen de aanleg van de weg, heeft dit de bouw korte tijd opgehouden.

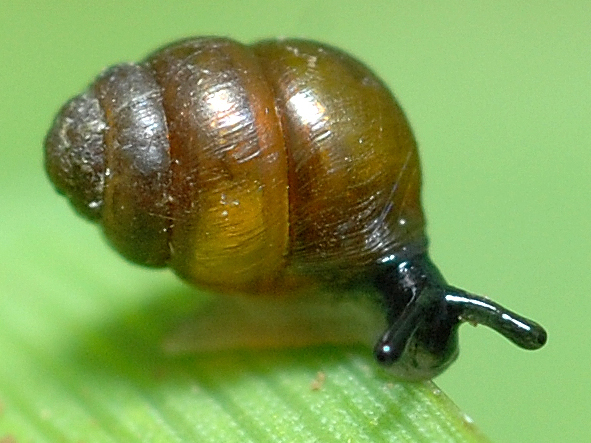
Levend dier
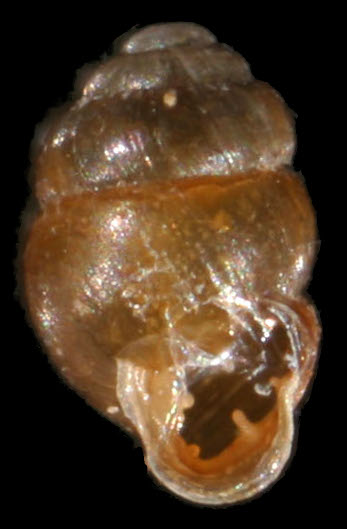
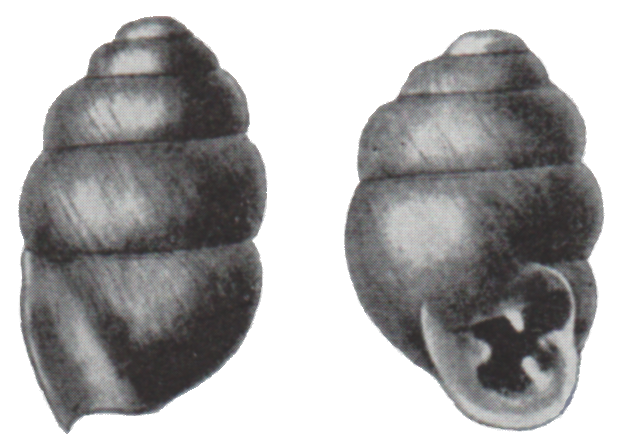
Zij- en vooraanzicht. Op het zij-aanzicht zijn duidelijk de nekrichel en de nekgroef te zien